# Sapromyza quyanensis
Sapromyza quyanensis är en tvåvingeart som beskrevs av Macquart 1843. Sapromyza quyanensis ingår i släktet Sapromyza och familjen lövflugor.
Artens utbredningsområde är Guyana. Inga underarter finns listade i Catalogue of Life.